# Женщины в Государстве Палестина

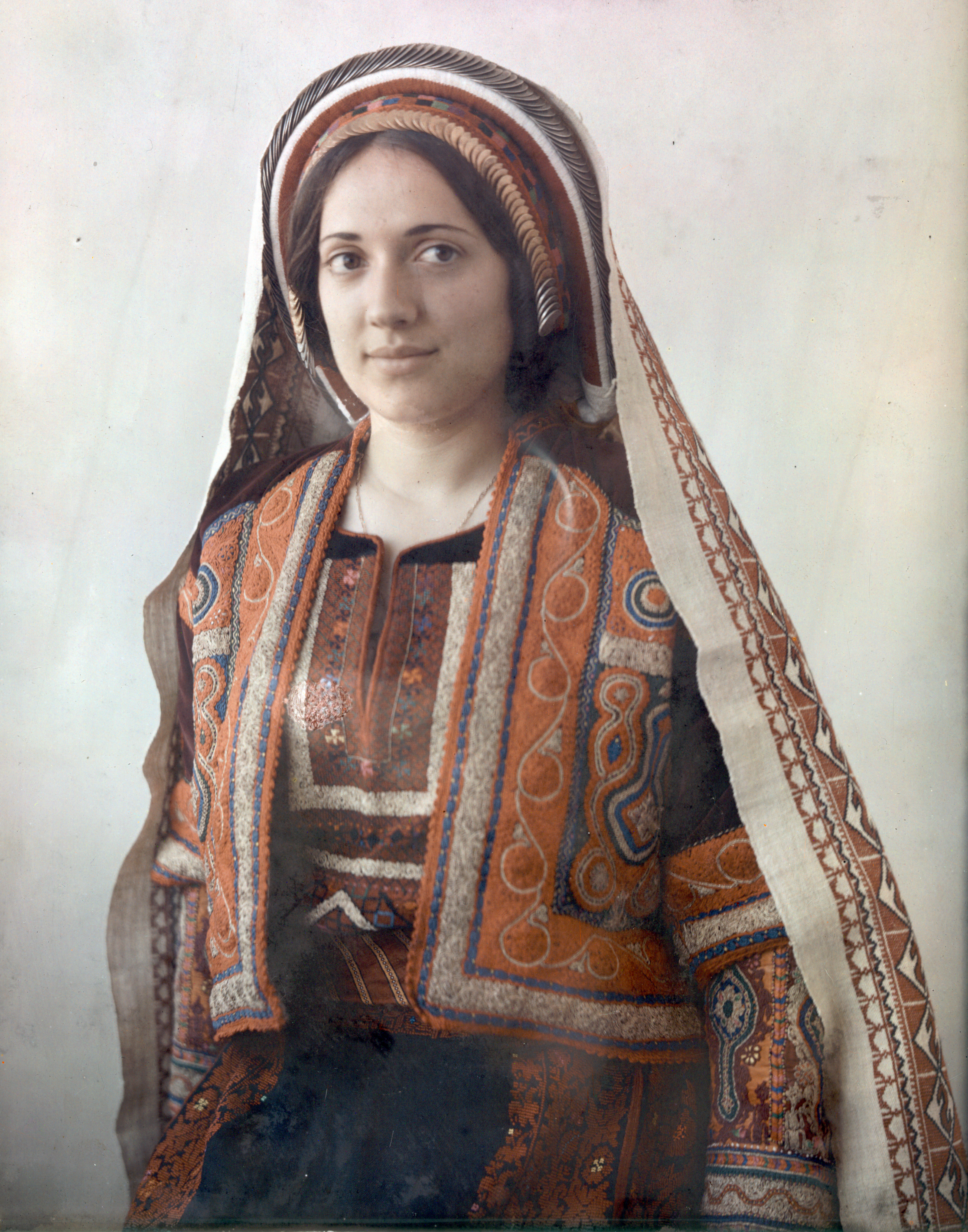
Видад Хури, христианка из Рамаллы в вышитом костюме (1939 год).

Женщины Палестины — женщины, живущие в Государстве Палестина, часть из которых палестинки-христианки.
Вкладом женщин Палестины в мировую культуру является Палестинское хикайе, форма женской устной литературы (внесена в список нематериального культурного наследия ЮНЕСКО в 2008 году).

## История

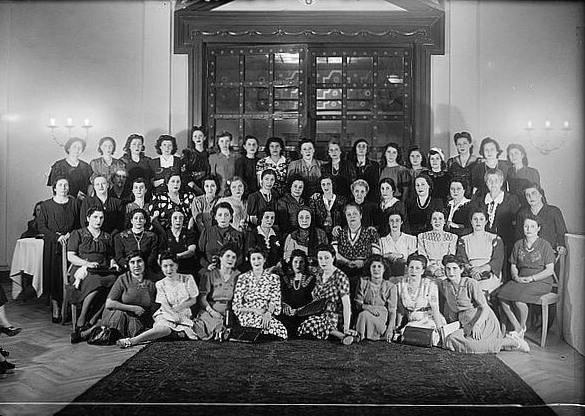
Ассоциация арабских женщин, Иерусалим, 1929 г.

Палестина в составе Османской империи
В 1844 году, во времена Палестины в составе Османской империи, палестинки-мусульманки впервые вместе с мужчинами приняли участие в протестах против первых еврейских поселений недалеко от города Афула.
Между 1900 и 1910 годами арабские женщины инициировали создание многочисленных ассоциаций и обществ, в основном в крупных городах, особенно в городах с большим христианским населением, таких как Яффо, Иерусалим, Хайфа и Акко.
В 1917 году арабские женщины приняли участие в крупных демонстрациях против принятия Декларации Бальфура. Позже они сформировали делегацию из 14 человек, которая потребовала отмены Декларации Бальфура и ограничения еврейской эмиграции в Палестину.
Подмандатная Палестина
В 1921—1923 годах в Иерусалиме действовала «Ассоциация арабских женщин», созданная женщинами из среднего и высшего класса. Ассоциация организовывала демонстрации против еврейских поселений. Из-за отсутствия финансирования ассоциации женщинами был сформирован «комитет спасения» для сбора пожертвований на возрождение ассоциации.
Во время беспорядков в Палестине 1929 года, некоторые женщины, участвовавшие в протестах и демонстрациях, пострадали от сил правопорядка британского мандата.
29 октября 1929 года в Иерусалиме была созвана первая женская конференция(несколько сотен женщин), ставившая целью формирование программ борьбы с британской политикой (организация демонстраций, распространение листовок, организация сидячих забастовок). На конференции было решено направить письмо протеста королю Георгу V и Лиге Наций.
Во время арабского восстания 1936-39 годов в Палестине женское движение было частью национального движения с антисионистским нарративом, организовывающее:
- бойкот иностранной и сионистской продукции
- протесты против контрабанды оружия через контрольно-пропускные пункты британской армии
- мероприятия по оказанию помощи семьям терорристов, оказавшихся в тюрьме
- сбор денег для дальнейшего финансирования националистического движения (женщины были курьерами)
- обучение женщин обращению с оружием.

Хотя и редко, но женщины участвовали в вооружённом конфликте против британцев, в результате чего некоторые были ранены или убиты.

## Израильско-палестинский конфликт
Результатом арабо-израильской войны стало создание Государства Израиль (1948) и бегство части палестинцев в Иорданию, Сирию и Ливан ( Накба). Перемещение и потеря земель палестинцами создали для них экономические проблемы, что, в свою очередь, создало спрос на рабочую силу палестинских женщин.
Женское движение, зародившееся в 1950-х и 1960-х годах, осуществляло поддержку семей, оказавшихся в бедственном состоянии. Организация освобождения Палестины (создана в1964 году) создала Ассоциацию палестинских женщин, делегатки от которой приняли участие в первой сессии Палестинского национального совета, проходившей в Иерусалиме. 
Ассоциация палестинских женщин открыла на Западном берегу детские приюты, медицинские клиники и центры первой помощи. Многие женщины в этот период  присоединились к таким политическим организациям, как Коммунистическая партия Иордании, «Арабское национальное движение» и другим. Женщины, которые возглавляли эти политические движения, принадлежали к среднему классу,  социально-экономическое давление препятствовало распространению движения на более бедные районы и лагеря беженцев.
Роль женщин в этих партиях часто была ограничена, очень немногие достигали руководящих должностей, большинство женщин работало в секторах социальных услуг.
Аспекту освобождения женщин и их правам в этих движениях уделялось мало внимания.
После Шестидневной войны 1967 года Израиль получил контроль над Западным берегом реки Иордан и сектором Газа, экономика которых стала зависимой от экономики Израиля.
Часть палестинских женщин присоединились к террористам, включая теракты против гражданского населения (Лейла Халед и Далаль Аль-Муграби).
Однако по-прежнему существовало строгое разделение труда между мужчинами и женщинами, между молодыми и старыми. В обязанности женщин входили уход, обеспечение боевиков едой и обмундированием. Более молодых отправляли в лагеря для обучения ведению вооружённой борьбы, а женщины постарше выполняли административные функции.
В другом месте возникло другое женское движение, отличающееся от стратегий предыдущих организаций и стремившееся эффективно мобилизовать на сопротивление израильтянам выходцев из университетов, деревень и лагерей беженцев.
«Комитет по женскому труду», о создании которого было объявлено в 1978 году в Международный женский день, стал сочетать национальное освобождение и освобождение женщин, поставив задачу просвещения населения и запустив программы по повышению грамотности, санитарному просвещению и по вышивке. Были открыты детские сады, чтобы позволить женщинам работать.
В начале 1980-х годов «Комитет по женскому труду» разделился на четыре отдельных комитета из-за различий политических программ и идеологий:
- Федерация комитетов действий палестинских женщин (FPWAC), самая крупная организация, присоединилась к Демократическому фронту освобождения Палестины (ДФОП)
- Комитет работающих женщин Союза палестинских женщин (UPWWC), поддерживал Палестинскую коммунистическую партию
- Союз комитетов палестинских женщин (UPWC)
- Женский комитет социальной работы (WCSW)

UPWWC организовывал в основном работающих женщин, в то время как UPWC концентрировался на более образованных представителях среднего класса, а WCSW был больше похож на благотворительные общества, которые предоставляли услуги женщинам, а не мобилизовали их политически.
Во время Первой интифады все четыре Женских комитета поддержали интифаду:
- время работы детских садов было увеличено, чтобы позволить матерям участвовать в интифаде
- санитарное просвещение начало предлагать занятия по оказанию первой помощи
- были организованы марши, бойкоты .

Тем не менее, во время марша в честь Международного женского дня 1988 года, одновременно прозвучали лозунги, призывающие как к независимому государству, так и к освобождению женщин, все четыре комитета приняли участие в программе, призывающей женщин присоединяться к народным комитетам, профсоюзам, бойкотам и поощрению «домашней экономики», построенной на продуктах питания и одежде местного производства.
Соглашение Осло 1995 года установило дальнейшее разделение территории Палестины. Призыв к освобождению женщин был отодвинут на второй план по сравнению с национальным движением. В отношении женщин по прежнему сохранялась позиция, которая считалась консервативной и снисходительной.
Палестинские женские движения оказались вовлечены в палестино-израильский конфликт; хотя предпринимались и прагматичные шаги в направлении отстаивания женщинами своих прав, но, в целом, освобождение женщин часто игнорировалось ради поддержки националистических целей.
В то время, когда женские организации имели наибольшее значение, женщины воспользовались возможностью спланировать изменения в дискриминирующем их семейном праве.

## Права женщин в Палестине
Права женщин в Палестине неоднократно менялись на протяжении истории. Многие законы, принятые во время османского контроля, британского мандата, египетского и иорданского контроля, а также израильского контроля, продолжали действовать на протяжении XX и XXI веков.
Правовая система Палестины не является единообразной на всех территориях, поэтому права женщин регулируются разными кодексами права в зависимости от территории.
Западный берег регулируется Уголовным кодексом Иордании 1960 года, Сектор Газа — кодексам британского мандата, а также египетского, а с 2006 года территорией управляет ХАМАС.

### Законы по семейным делам
В 2003 году было создано «Министерство по делам женщин Палестины», основное государственное учреждение, ответственное за продвижение и защиту прав женщин. Государственные министерства продвигают реформу дискриминационных законов, и в каждом министерстве созданы гендерные подразделения.
Практика, касающаяся семейных вопросов, различается в зависимости от различных религиозных традиций ислама и христианства.
В 2019 года указом президента был повышен до 18 лет минимальный возраст вступления в брак, как для Западного берега, так и для сектора Газа, хотя шариатские суды могут делать исключения.
Права женщин на развод зависят от законов о личном статусе, применимых к мусульманам:
- мужчина может развестись со своей женой по любой причине
- женщины могут подать заявление о разводе только при определённых обстоятельствах.

Права женщин при разводе:
- Если женщина пойдет на развод, ей не нужно будет представлять никаких доказательств
- женщина должна отказаться от любых финансовых прав и должна будет вернуть приданое
- женщина получает опеку над своими детьми до тех пор, пока они не достигнут определённого возраста, в зависимости от того, живут ли они в секторе Газа или на Западном берегу.

Законы османской эпохи о совместном имуществе супругов по-прежнему ограничивают раздел имущества между партнёрами после развода.

### Законы об изнасилованиях и абортах
Вплоть до 2000-х годов как на Западном Берегу (Уголовный кодекс Иордании 1960 года), так и в секторе Газа (Британский Уголовный кодекс 1936 года) действовали законы, позволяющие насильникам избежать наказания, женившись на своих жертвах изнасилования.
Хотя изнасилование квалифицируется как уголовная ответственность в обоих уголовных кодексах, возможно избежать наказания или смягчить условия с помощью так называемых убийств чести.
В 2018 году Уголовный кодекс Иордании 1960 года, поддерживающий этот стандарт на Западном берегу, был официально отменен. Уголовный кодекс в секторе Газа был отменен Народной ассамблеей Египта в 1999 году.
Аборты запрещены на основании Уголовного кодекса Иордании 1960 года на Западном берегу и Британского Уголовного кодекса 1936 года в секторе Газа, исключения делаются в случаях инцеста, изнасилования или угрозы жизни матери.

### Закон о труде 2000 года
Палестинский закон о труде 2000 года был принят в попытке создать некоторое единообразие правовых прецедентов для трудового законодательства в различных юрисдикциях палестинских территорий. Закон реформировал предыдущие трудовые правила, действовавшие во время контроля Иордании и Египта (Западный Берег и сектор Газа соответственно) для мужчин и женщин, тем самым создав более равные условия труда Закон о труде предоставляет женщинам отпуск по беременности и родам до и после беременности; он запрещает дискриминацию по признаку пола, хотя и не касается непосредственно гендерного насилия на рабочем месте.

### Женские правозащитные организации
Сегодня на палестинских территориях работает множество организаций, помогающих реформировать правовую систему и защищать права женщин:
- Женский центр юридической помощи и консультирования (WCLAC), работа над реформированием законов о личном статусе и поддержка палестинских женщин, которые сталкиваются с домашним насилием, а также насилием со стороны израильских сил[11]
- Структура «ООН-женщины», исследования палестинской правовой системы и работа над обеспечением гендерного равенства на палестинских территориях
- Ассоциация «Аиша» по защите женщин и детей, поддержка в области психического здоровья палестинским женщинам и девочкам, жертвам израильско-палестинского конфликта[15].

## Образование девочек

### Под Османской империей
В Палестине в составе Османской империи (1516—1917) на школьное образование выделялось недостаточно средств. Фиксировался высокий уровень неграмотности среди всех полов, но особенно среди женщин.
В середине XIX века христианские миссионеры начали массово приезжать в Палестину, пытаясь преобразовать и обратить в свою веру палестинские общины. В 1864 году османское правительство разработало политику, направленную против христианских миссионеров, им было разрешено создавать школы только в общинах с большим христианским населением.
Закон о народном образовании 1869 года был введен в действие во время правления султана Абдул-Хамида II. Согласно этому закону, начальное образование было обязательным для всех детей в возрасте до 12 лет. Этот законодательный акт также признал необходимость образования девочек, а также их образования после начального уровня; это привело к развитию совместного обучения, а также школьного образования с разделением по признаку пола в регионах, у которых были финансы для содержания обеих школ. Многие девочки могли получить в лучшем случае среднее образование из-за нехватки ресурсов.
С появлением прессы, в Палестине, в 1908 году, началась открытая критика образования христианских миссионеров. В 1911 году в литературном журнале «Ан-Нафаис аль-Асрия» появилась статья, выражающая точку зрения арабских националистов об образовании женщин, с примером образования в Великой Сирии (националистическое и домоводческое). Был сделан вывод о том, что без националистического образования в сочетании с обучением тому, как быть матерями и жёнами, женщины не только не смогут заботиться о своих семьях, но и произведут на свет поколения арабов, которые не знают арабского языка и ценностей. Тем не менее многие государственные школы в Османской империи предоставили миссионерам и западным организациям, таким как Американская колония, полномочия управлять школами.

### Под британским мандатом
Первая мировая война (1914—1918 годы) привела к ухудшению состояния школ. Потери в войне в сочетании с голодом, вызванным британской блокадой сирийского побережья, привели к потерям сотен тысяч человек, в результате чего женщинам и детям пришлось выживать.
Британская администрация вложила средства в образование, понимая, что образование может защитить девочек от последствий войны.
Первый директор по образованию Хамфри Боуман (1920—1936) понимал необходимость образования для воспитания хороших граждан страны, однако на практике поддержка образования детей, особенно девочек, была проигнорирована.
Британцы ввели стандарты для школ, которые усугубляли бедственное положение со школами. Из-за отсутствия финансирования сеть школ, особенно для девочек, не расширилась, школы зачастую вообще не строились. Такие регионы, как район Хеврона, где была только одна школа на 70 000 жителей (в результате чего 77 % заявлений учащихся было отклонено), были вынуждены построить новую школу для девочек без финансовой помощи британцев.
В 1920 году Верховный комиссар Палестины Герберт Самуэль одобрил строительство 300 сельских начальных школ для девочек и мальчиков ( за четыре года), однако, к 1925 году, было построено только 98 новых зданий и только 10 для девочек.
Британская администрация сократила бюджет на образование со 130 000 фунтов стерлингов в 1921 году до 97 279 фунтов стерлингов в 1923—1924.
К концу периода мандата (1948 год) правительство управляло 80 школами для девочек во всей Палестине, в которых обучались 15 303 ученицы, арабские девочки составляли только 21 % всех учащихся в государственных школах. Только около 7,5 процентов девушек в сельской местности получили образование по сравнению с 60 % девушек в городских регионах.

### После создания Израиля

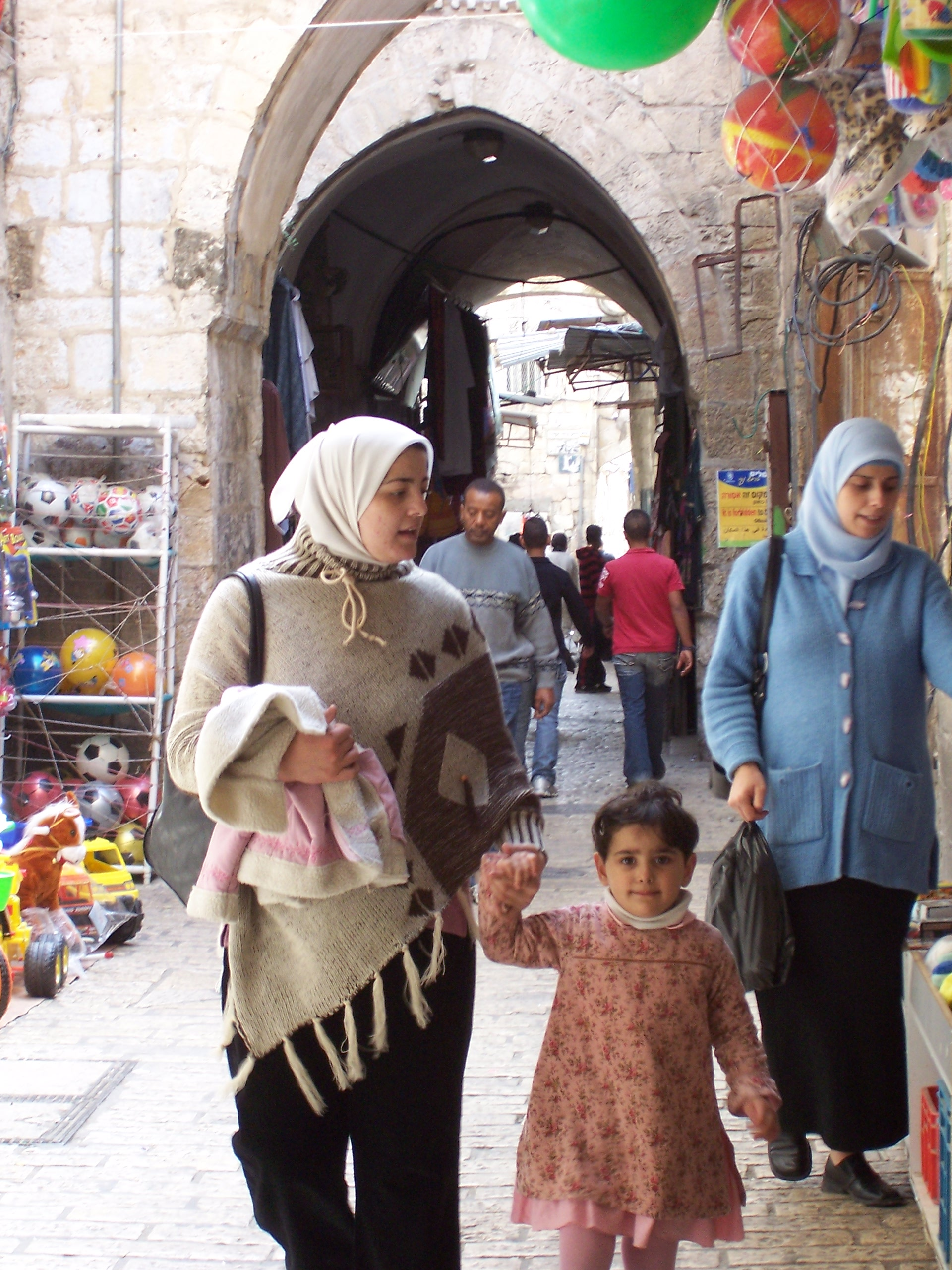
Палестинки на рынке в Восточном Иерусалиме, 2004 год.

Территория бывшей Подмандатной Палестины в 1948 году была разделена между Израилем, Иорданией и Египтом. Регионы Восточного Иерусалима, Западного берега Иордана и сектора Газа не имели доступа к израильским образовательным системам и должны были следовать иорданской и египетской учебным программам. Даже после завоевания Западного берега Израилем в 1967 году палестинцы там продолжали следовать иорданским программам. После подписания Соглашения «Осло I» (1993) палестинцы получили возможность создавать свои собственные учебники вне иорданских правил. С 1994 по 2000 год палестинским властям была предоставлена возможность создавать собственные учебники под контролем Министерства образования Иордании. Большинство детей арабов Восточного Иерусалима, в массе своей идентифицирующих себя как палестинцы, учатся по палестинским образовательным программам. По израильской программе учатся лишь 18 %  детей, и попытки Израиля перевести их на обучение по израильским программам наталкиваются на сопротивление.
Согласно исследованию 2018 года, в 2017—2018 учебном году в 48 лицензированных и аккредитованных высших учебных заведениях Палестины женщины составляли около 60 % студентов и 23 % профессорско-преподавательского состава. Профессор Надира Шальхуб-Кеворкян, известная спорными высказываниями о палестино-израильском конфликте, заявила, что 28 % палестинских студентов пострадали или подверглись задержаниям в ходе конфликта, и что из-за комендантского часа, введённого израильской армией в связи со Второй Интифадой, в период с 2003 по 2005 год учащиеся потеряли более 1500 учебных дней.

### Социальное влияние образования
С середины 1970-х годов возникла тенденция давать дочерям университетское образование из-за востребованности женщин на рынке труда, что меняет экономическую ситуацию на Западном Берегу. Укоренилось представление о том, что для замужества желательна образованная молодая женщина.